# Welt (Eiderstedt)
Welt (dänisch: Velt, friesisch: Wäilt) ist eine Gemeinde im Kreis Nordfriesland in Schleswig-Holstein.

## Geografie

### Geografische Lage
Das Gemeindegebiet von Welt erstreckt sich im Landschaftsbereich der Halbinsel Eiderstedt südlich von Garding an der Mündung des Flusses Eider in den Wattenmeerbereich des äußeren Purrenstroms. Südlich des Ortes wurde dieser in den 1960/70er-Jahren abgedämmt und der binnenseitige Mündungsbereich durch das Eidersperrwerk sturmflutsicher erschlossen (Generalplan Küstenschutz).

### Nachbargemeinden
Benachbarte Gemeindegebiete von Welt sind:
|               | Kirchspiel Garding                          | Katharinenheerd     |
| Grothusenkoog | Kompassrose, die auf Nachbargemeinden zeigt | Tönning (OT Kating) |
|               | Vollerwiek                                  |                     |

## Geschichte
Das Gebiet um Welt gehört zu den ältesten Siedlungsgebieten der südlichen Eiderstedter Marsch. Bereits im 9. Jahrhundert lebten hier bäuerliche Siedler. Der Wohnplatz war auf einem sandigen Uferwall im Mündungsgebiet der ehemaligen Süderhever angelegt, die ein Gezeitenstrom war, der einst Utholm vom übrigen Eiderstedt trennte. Teile der Siedlung wuchsen später zu einer Großwarft zusammen.
Ursprüngliche Namen für den heutigen Ort lauteten: Weltum, vel Welt, Welte oder Velt. Eine weit verbreitete archäologisch-historische Erklärung meint, dass Welt von Wehle abgeleitet wurde, zumal sich Welt früher Wehldt schrieb. In Welt existieren mit dem Kornhof, dem Tetenshof und dem Haubarg Windschuur noch drei der für Eiderstedt typischen alten Bauernhäuser, die Haubarge genannt werden.

## Kirche St. Michael

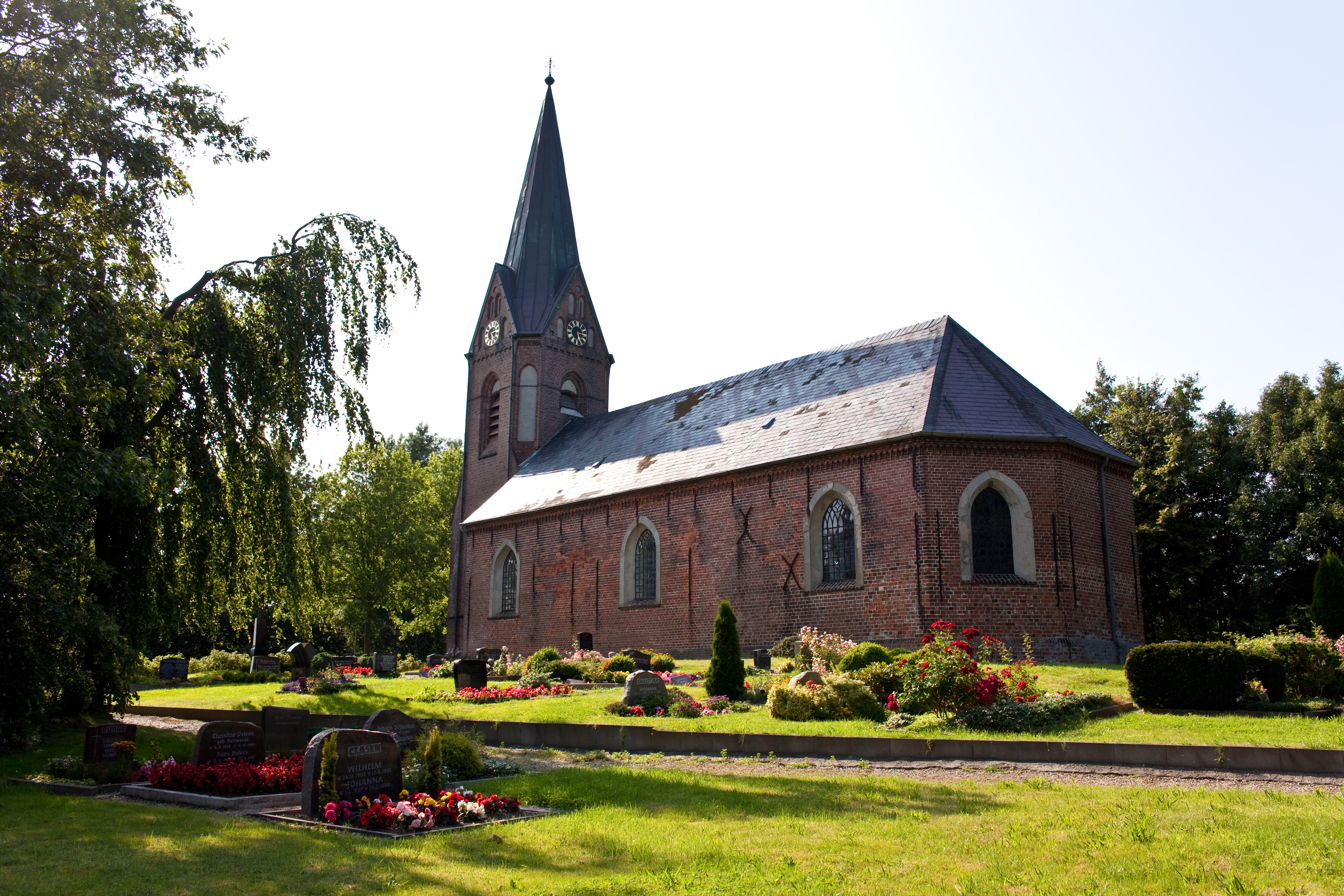
Kirche St. Michael, „Sommerkirche“ Welt

Im Jahr 1113 wurde von Garding aus eine hölzerne Kapelle erbaut. Die kleine spätromanische Kirche St. Michael zu Welt entstand im 13. Jahrhundert. Sie wird vom Kirchenkreis Eiderstedt betreut und ist von Mai bis September ganztags geöffnet. Im Innenraum ist eine Dauerausstellung über die Eiderstedter Kirchen und ihre Geschichte zu sehen, ergänzend finden ab und an Vorträge und besondere Gottesdienste statt.

## Politik

### Gemeindevertretung
Bei der Kommunalwahl 2023 errang die Wählergemeinschaft Welt (WGW) erneut alle sieben Sitze in der Gemeindevertretung. Die Wahlbeteiligung betrug 66,1 Prozent.

### Bürgermeister
Für die Wahlperiode 2018–2023 wurde Dirk Lautenschläger (WGW) erneut zum Bürgermeister gewählt.

## Verkehr

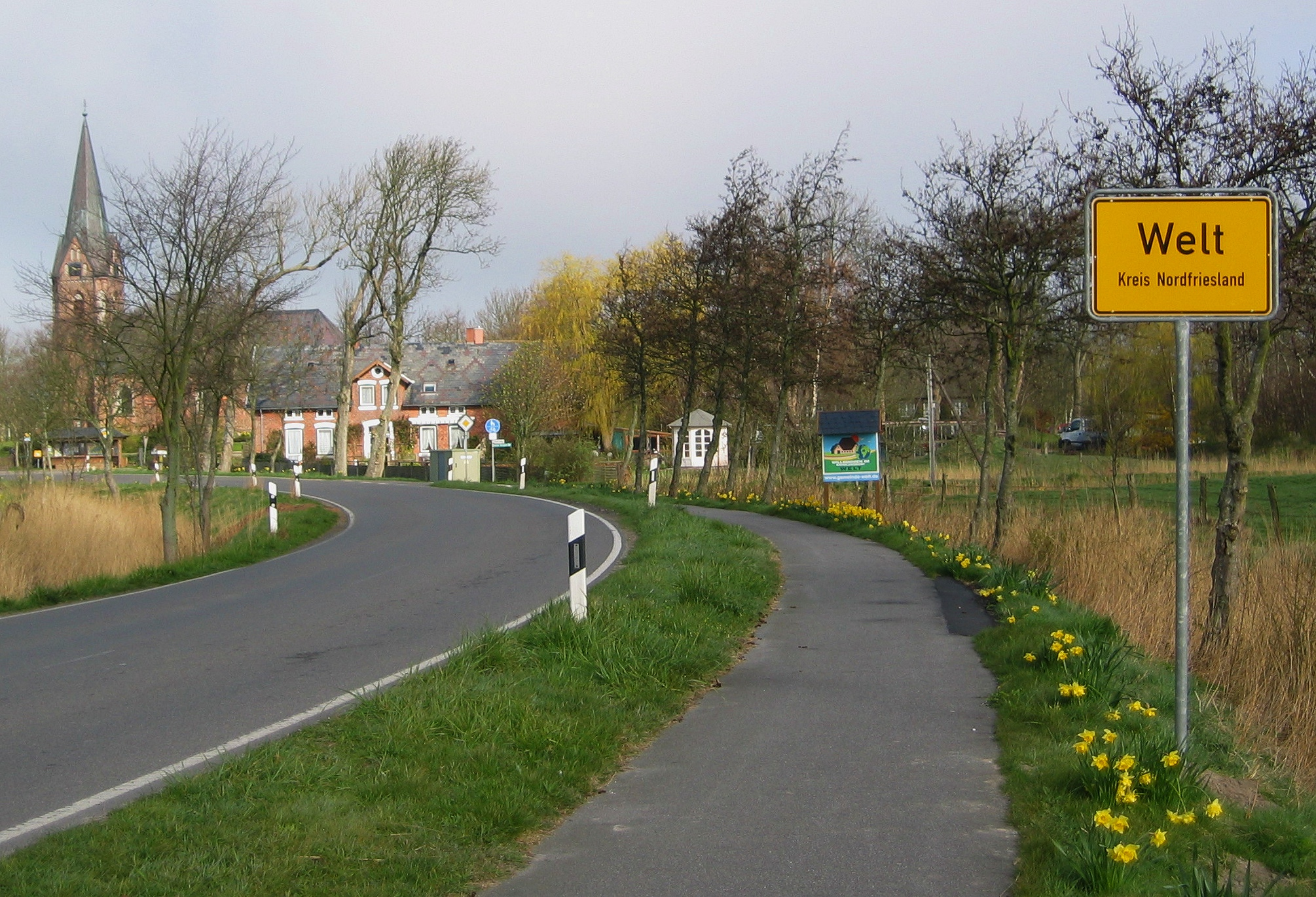
Ortseingang

Das Gemeindegebiet wird durch die schleswig-holsteinische Landesstraße 241 an das Bundesfernstraßennetz angeschlossen. Diese zweigt im nördlich gelegenen Garding von der Bundesstraße 202 im Abschnitt zwischen Tönning nach St. Peter-Ording ab und führt durch den Siedlungskern (das Dorf) zur südlich des Ortes verlaufenden L 305 (Verbindung von St. Peter-Ording via Eidersperrwerk Richtung Heide).
Der nächstgelegene Bahnhof ist der Haltepunkt Garding an der eingleisigen Bahnstrecke Husum–Bad St. Peter-Ording. Am Bahnhof befindet sich die zentrale Umstiegshaltestelle Garding Mitte/Bahnhof des Rufbusgebiets Mittleres Eiderstedt/Garding, welches die umliegenden Gemeinden im ÖPNV durch einen Rufbus erschließt. Daneben verkehren drei Schulbuslinien durch das Gemeindegebiet. Die Buslinien werden alle vom Unternehmen Autokraft bedient.